# Kuter rakietowy

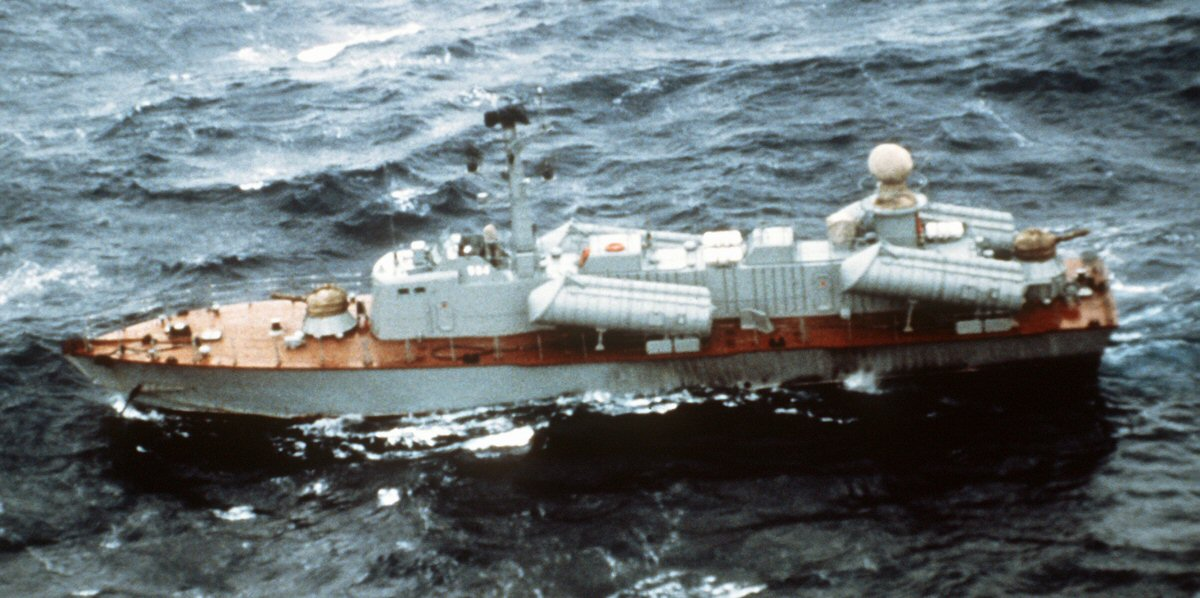
Okręt typu Osa II

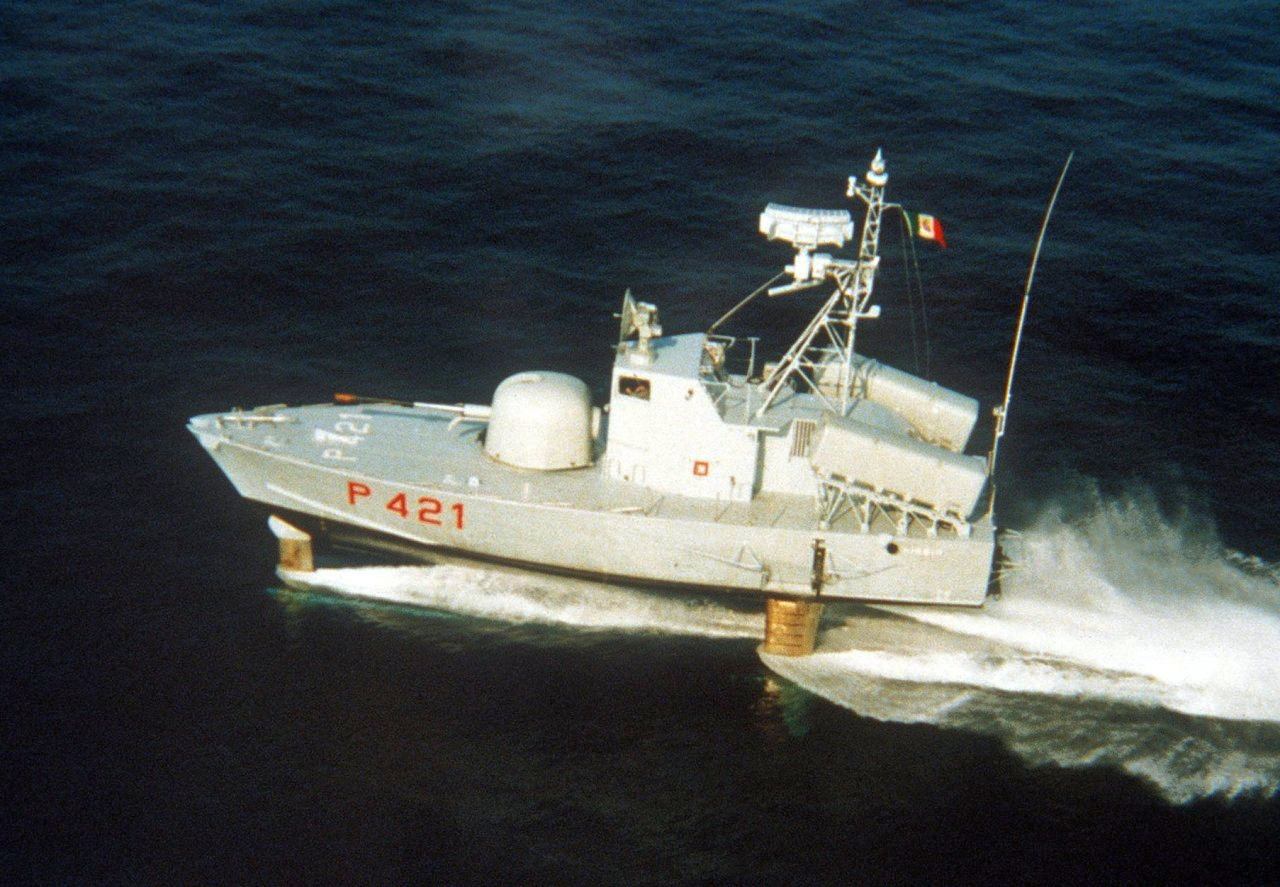
Okręt typu Sparviero

Kuter rakietowy, także ścigacz rakietowy lub okręt rakietowy – klasa niewielkich i szybkich okrętów przeznaczonych do wykonywania ataków rakietowych na nawodne jednostki pływające przeciwnika oraz ich zespoły, głównie na morskich obszarach przybrzeżnych i akwenach ograniczonych, po czym szybkiego wycofania się z pola walki. Pojęcie okręt rakietowy jest szersze, lecz bywa używane też w węższym znaczeniu, na określenie niewielkich jednostek wielkości kutrów.
Powstanie kutrów rakietowych było związane z rozwojem przeciwokrętowych kierowanych pocisków rakietowych po II wojnie światowej, ponieważ okręty te zostały skonstruowane jako nosiciele dla nowego wówczas rodzaju uzbrojenia. Koncepcja użycia i konstrukcja jednostek omawianej klasy wywodzi się z kutrów torpedowych, które również stanowiły niewielkie okręty uderzeniowe, jednakże ze względu na mniejszy zasięg i prędkość torped ich efektywność była nieporównywalnie mniejsza.
Budowę kutrów rakietowych rozpoczęto pod koniec lat 50. XX wieku i od tego czasu zaczęły one wypierać z linii kutry torpedowe, choć jeszcze przez pewien czas jednostki obu klas wchodziły razem w skład okrętowych grup uderzeniowych. O ścisłym związku pomiędzy kutrami rakietowymi a torpedowymi świadczy fakt, że pierwsze na świecie jednostki tej klasy – radzieckie kutry rakietowe projektu 183R (w nomenklaturze NATO: typ Komar) powstały poprzez zamontowanie wyrzutni pocisków rakietowych na zmodernizowanych kadłubach kutrów torpedowych.
Czasy świetności kutrów rakietowych przypadają na okres od lat 60. do lat 80. XX wieku. Wtedy znaczna liczba państw znajdujących się nad wodami ograniczonymi, szczególnie nad morzami zamkniętymi takimi jak Morze Bałtyckie czy Morze Śródziemne, budowała duże flotylle tych jednostek. Impulsem do rozwoju kutrów rakietowych stało się zatopienie przez egipskie kutry projektu 183R  21 października 1967 roku izraelskiego niszczyciela „Ejlat”, ukazujące możliwości nowej broni.
W porównaniu z kutrami torpedowymi, kutry rakietowe były nieco większe, miały wyporność w granicach 100–500 t i długość 30–50 m. Przyjmuje się, że jako kutry klasyfikuje się jednostki o wyporności do 500 ton (mniejsze od klasy korwet).
Ich prędkość wynosiła ok. 40 w. Uzbrojenie, oprócz 2–4 wyrzutni rakietowych, stanowiły działka przeciwlotnicze kalibru ok. 30 mm.
Właśnie taką konfigurację posiadały jedne z najbardziej znanych na świecie kutrów rakietowych, radzieckie okręty projektu 205 (w nomenklaturze NATO: typ Osa). W latach 1964–2006 polska Marynarka Wojenna posiadała trzynaście jednostek pływających projektu 205, które wchodziły w skład 3 Brygady Kutrów Torpedowych, a następnie 3 Flotylli Okrętów. Były to jedyne polskie kutry rakietowe.
Czasem kutry rakietowe wyposażano w armaty uniwersalne kalibru 57–76 mm, torpedy przeciw okrętom podwodnym czy przeciwlotnicze pociski rakietowe, co znacznie zbliżało je do klasy korwet. Przykładem takich dużych kutrów rakietowych są niemieckie jednostki typu 143 (typ Albatros) oraz 143A (typ Gepard).
Zatopienie niszczyciela „Ejlat” w 1967 roku, które udowodniło, że względnie tanie okręty mogą zatopić duże jednostki spoza zasięgu wzroku, pociągnęło za sobą masową budowę kutrów rakietowych dla marynarek różnych krajów. W praktyce jednak kutry rakietowe okazały się przydatne jedynie w specyficznych warunkach przybrzeżnych lub przeciw krajom dysponującym mniej zaawansowanymi technicznie siłami zbrojnymi, i przestały odgrywać dominującą rolę już w latach 70. Samo zatopienie niszczyciela „Ejlat” zostało dokonane przez dwa kutry znajdujące się w obrębie portu, wobec czego nie zostały wcześniej wykryte przez radar niszczyciela. Ostatnim konfliktem, w którym kutry odniosły znaczące sukcesy przeciwko większym okrętom, była wojna indyjsko-pakistańska w grudniu 1971 roku, w której zatopiono pakistański niszczyciel „Khaibar” i uszkodzono „Shah Jahan”, jednak pakistańska marynarka i lotnictwo były słabsze. Podczas wojny Jom Kipur w październiku 1973 roku dzięki odpowiedniej taktyce i stosowanym środkom walki elektronicznej, Izraelczycy uniknęli jakichkolwiek strat zadanych przez egipskie i syryjskie kutry rakietowe produkcji radzieckiej, które wystrzeliły ogółem 52 pociski. Izraelskie kutry rakietowe z pociskami Gabriel natomiast okazały się przydatne do walki z okrętami tej klasy, topiąc kilkanaście arabskich kutrów rakietowych. Ponieważ kutry rakietowe z reguły pozbawione były broni przeciwlotniczej o większym zasięgu, ich najgroźniejszym wrogiem wkrótce stało się lotnictwo, szczególnie po tym, jak rozwój techniki umożliwił wprowadzenie mniejszych pocisków kierowanych klasy powietrze-woda. Wysoka prędkość kutrów przestała mieć przy tym znaczenie. W trakcie wojny iracko-irańskiej oba państwa posiadały po kilkanaście kutrów rakietowych, lecz doszło do jednego większego starcia z udziałem okrętów tych klas 29 listopada 1980 roku, kiedy to jeden irański i dwa irackie kutry zostały zatopione przez jednostki tej klasy, a dalsze trzy irackie przez lotnictwo. Pozostałe nie były później masowo wykorzystywane, a większość ataków rakietowych przeciw żegludze w Zatoce Perskiej była wykonywana przez samoloty lub wyrzutnie lądowe. Podczas wojny o Falklandy w 1982 roku brytyjskie panowanie w powietrzu uniemożliwiło skuteczne użycie argentyńskich kutrów rakietowych. Natomiast podczas wojny w Zatoce Perskiej 29 stycznia 1991 roku pięć irackich kutrów rakietowych zostało unieszkodliwionych przez samoloty i śmigłowce sprzymierzonych. W następstwie doświadczeń, do końca XX wieku znaczna część kutrów rakietowych została wycofana bez ich następców, a ich miejsce we flotach głównych państw morskich zajęły większe, lepiej uzbrojone i posiadające większe możliwości operacyjne korwety rakietowe. Zaletą ich jest większy stopień wielozadaniowości, nie ograniczający się do wykonywania ataków rakietowych. Nadal jednak w XXI wieku kutry rakietowe są stosunkowo tanią opcją obrony wód przybrzeżnych, zwłaszcza dla państw niemających potrzeby lub środków finansowych na budowę marynarek pełnomorskich. Kutry rakietowe mogą mieć także uzasadnienie w specyficznych warunkach, w działaniach w obronie wybrzeża szkierowego, w zasięgu działania własnej obrony przeciwlotniczej, stąd dłużej rozwijane były we flotach Szwecji i Finlandii.